# Wind Music Awards 2012 (compilation)
Wind Music Awards 2012 è la seconda compilation legata all'omonima manifestazione che è stata pubblicata il 22 giugno 2012 per la Rhino Records. È costituita da 35 brani divisi 16 nel primo CD (artisti italiani) e 19 nel secondo (artisti stranieri).

## Tracce

### CD 1
1. Luciano Ligabue – Sotto bombardamento – 3:34
2. Laura Pausini – Le cose che non mi aspetto – 3:45
3. Biagio Antonacci – Ti dedico tutto – 3:23
4. Giorgia – Dove sei – 3:23
5. Tiziano Ferro – La differenza tra me e te – 3:54
6. Arisa – L'amore è un'altra cosa – 3:43
7. Modà – Tappeto di fragole – 3:13
8. Noemi – Sono solo parole – 3:38
9. Antonello Venditti – Unica – 3:58
10. Raphael Gualazzi – Love Goes Down Slow – 3:50
11. Annalisa – Senza riserva – 3:00
12. J-Ax – Dentro me – 4:06
13. Marco Carta – Mi hai guardato per caso – 3:22
14. Fiorella Mannoia – Quando l'angelo vola – 4:38
15. Alessandra Amoroso – Ti aspetto – 3:27
16. Lucio Dalla – L'anno che verrà – 4:25

Durata totale: 59:19

### CD 2
1. Train – Drive By – 3:17
2. Fun. – We Are Young (feat. Janelle Monáe) – 4:10
3. Young the Giant – Cough Syrup – 4:09
4. The Black Keys – Gold on the Ceiling – 3:44
5. One Direction – One Thing – 3:18
6. Coldplay – Every Teardrop Is a Waterfall – 4:00
7. Kasabian – Goodbye Kiss – 4:05
8. Ed Sheeran – Lego House – 3:03
9. David Guetta – Titanium (feat. Sia) – 4:05
10. Snoop Dogg e Wiz Khalifa – Young, Wild & Free (feat. Bruno Mars) – 3:27
11. Jason Derulo – Fight for You – 4:02
12. Simple Plan – Summer Paradise (feat. Sean Paul) – 3:54
13. Emeli Sandé – Next to Me – 3:16
14. Noel Gallagher – AKA... What a Life! – 4:24
15. Flo Rida – Wild Ones (feat. Sia) – 3:54
16. B.o.B – So Good – 3:33
17. Planet Funk – These Boots Are Made for Walkin' – 4:15
18. Michel Teló – Ai se eu te pego! (Live) – 2:45
19. Tacabro – Tacatà (Radio Edit) – 3:30

Durata totale: 70:51